# Oblongata
Oblongata ist ein Musikalbum des Rob Brown Quartet. Die am 6. Mai 2022 in den Park West Studios, Brooklyn, entstandenen Aufnahmen erschienen am 10. Oktober 2023 auf RogueArt.

## Hintergrund
Die Studiosession des Saxophonisten Rob Brown von 2022 brachte ihn mit einigen seiner beständigsten Kollaborateure zusammen, der gleichen Crew, mit der er auch das Album From Here to Hear (RogueArt, 2019) aufgenommen hatte und beim Vision Festival 2019 aufgetreten war. Dies waren der Posaunist Steve Swell, der Bassist Chris Lightcap und der Schlagzeuger Chad Taylor.

## Titelliste
- Rob Brown Quartet: Oblongata (RogueArt ROG-0131)[2]

1. 501 Memo	7:42
2. Who Goes There	6:04
3. Roxanne	7:08
4. Steepening Curve	6:25
5. Waving Around the Corner	5:24
6. Oblongata 	6:58
7. Interjection 	4:30
8. Stills	8:14
9. Piling On	7:04

Die Kompositionen stammen von Rob Brown.

## Rezeption

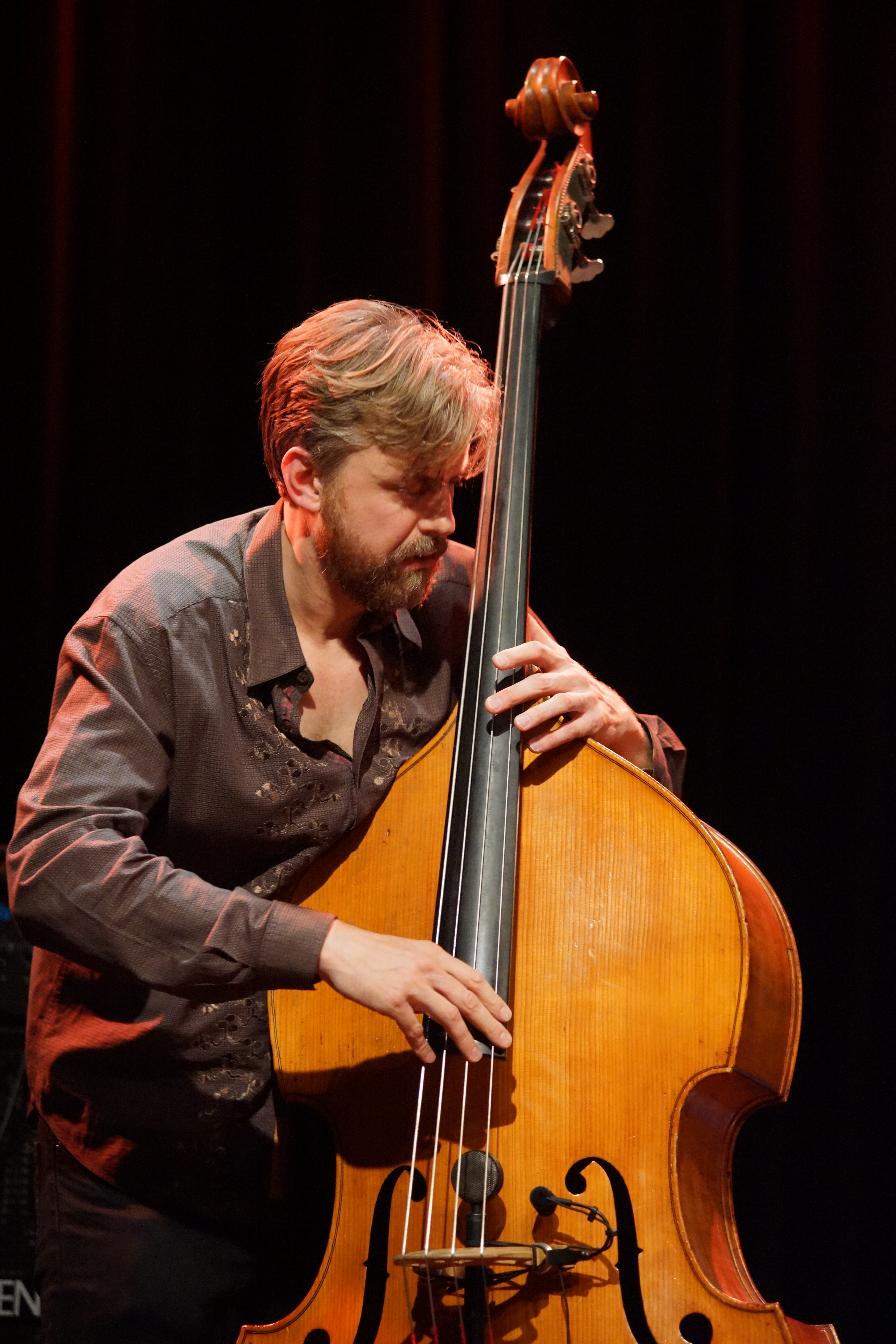
Chris Lightcap (2017)

Nach Ansicht von John Sharpe, der das Album in All About Jazz rezensierte, wirke Oblongata in gewisser Weise wie eine klassische Free-Jazz-Session, da Browns Drehbücher eine Abfolge von Soli und manchmal Duos vor einer Reprise vorwegnehmen, dabei aber sorgfältige Variation garantieren würden, sodass dieses Format nie langweilig werde. Die Kernqualität des Ensembles liege jedoch im schillernden Zusammenspiel der Kompositionen und Improvisationen. Letztere würden sich so nahtlos in den Albumfluss einfügen, dass man leicht den Überblick über ihre Herkunft verlieren kann. Jahrelange Erfahrung in der Verflechtung von Bläsern, insbesondere in den Ensembles des Bassisten William Parker wie dem Little Huey Creative Music Orchestra und Raining on the Moon würden sicherstellen, dass Brown und Swell, wenn sich die Gelegenheit biete, in einem unaufhörlichen Doppelakt sondieren, sich zurufen, reagieren, sich bewegen und streicheln, wobei der Fokus augenblicklich hin und her wechsle. Gleichzeitig mache die erstaunliche Interaktion zwischen Taylor und Lightcap und beider mit den Bläser-Frontline sie auch zu gleichberechtigten Partnern.
Mit Wellen und Flattern würden Brown und Swell im Gleichschritt agieren und die Themen mit Biss ausdrücken; dabei verschmelzen sie oft Klangfarben für originelle Endungen, welche sich logisch aus den Themenvariationen ergeben, schrieb Ken Waxman (JazzWord). Konzentrierte Variationen von allen würden Oblongata zu einem weiteren Beispiel für gut getakteten zeitgenössischen Jazz machen.